# Kiri Dake
Kiri Dake (Transkription von japanisch 霧岳 ‚Nebelberg‘) ist ein Nunatak im ostantarktischen Enderbyland. Er ragt rund 40 km (laut australischer Angabe 63 km) westlich der Sandercock-Nunatakker und 70 km südöstlich der Nye Mountains aus einer isolierten Gruppe von Nunatakkern auf.
Japanische Wissenschaftler entdeckten und benannten ihn im Dezember 1970.